# Баликпапан
Баликпапа́н (индон. Balikpapan) — город и порт в индонезийской провинции Восточный Калимантан. Второй по величине город провинции после её административного центра, Самаринды. Находится в регионе, богатом природными ресурсами, в частности, нефтью и древесиной.

## История
До начала нефтяного бума 1900-х годов Баликпапан был небольшой рыбацкой деревней, населённой бугисами. Название, происходящее от слов «сзади» и «доска», восходит к легенде, согласно которой один из местных правителей, чтобы защитить свою новорожденную дочь от его врагов, бросил её в море, привязав к спине доски. Ребёнок в результате был спасён рыбаками.
В 1897 году была начата добыча нефти. Позже нефтью занялись крупные голландские компании, и это потребовало масштабного строительства дорог, контор, складов и прочей инфраструктуры.
24 января 1942 года Баликпапан стал ареной ожесточённых боёв между японской и британской армиями, и нефтяной промышленности был нанесён серьёзный ущерб. Война продолжалась до 1945 года, когда Сражение за Баликпапан завершила завоевание острова Калимантан войсками союзников — так называемую Борнейскую операцию.
После войны разрушенная инфраструктура нефтедобычи была восстановлена нидерландской компанией Royal Dutch Shell, которая оставалась в регионе и после получения Индонезией независимости. В 1965 году операции перешли под контроль индонезийской государственной компании Pertamina. Однако у последней не было ни опыта, ни квалифицированной рабочей силы, ни средств, чтобы разрабатывать месторождения, и в 1970-е годы нефтедобыча снова была отдана в концессию транснациональным корпорациям.
В 2021 году к северу от Баликпапана в непосредственной близости от административных границ города началось строительство новой столицы Индонезии. В 2022 году  строящемуся городу было дано название Нусантара. Тогда же был запущен процесс выделения территории этого города и его окрестностей в особый столичный округ, по статусу равный провинции.